# آرچانا
آرچانا (انگلیسی: Archana) بازیگر اهل هند است. وی از سال ۱۹۷۱ میلادی تاکنون مشغول فعالیت بوده‌است.
از فیلم‌ها یا برنامه‌های تلویزیونی که وی در آن نقش داشته‌است، می‌توان به تولد و پیروزی خاطرات اشاره کرد.
وی همچنین برندهٔ جوایزی همچون جایزه فیلم‌فیر جنوب و جایزه ناندی شده‌است. او دو مرتبه هم برندهٔ جوایز فیلم ملی هند شده است.